# Crnogorska komercijalna banka AD
A Crnogorska komercijalna banka a.d. Podgorica, röviden CKB a magyarországi székhelyű OTP Bank 100%-os tulajdonában lévő montenegrói bank.

## Története
A CKB-t zöldmezős beruházásként, 1997-ben 28 kis- és középvállalat alapította.  Az eredetileg kis- és középvállalati szektorra fókuszáló bank széles körű szolgáltatásokat nyújt mind vállalati, mind lakossági ügyfelek számára. Mintegy 215 ezer ügyfelét 26 egységből álló országos hálózatán, valamint elektronikus csatornákon keresztül szolgálja ki. A bank valamennyi üzletágban egyértelműen az első számú domináns piaci szereplő. Üzleti tevékenységének központja Podgorica, Montenegró fővárosa, ugyanakkor az ország gazdaságában jelentős szerepet játszó, dinamikusan fejlődő turizmusnak köszönhetően a tengerparti régióhoz kapcsolódik a hitelek és a betétek mintegy negyede.
2007. december 31-én a bank mérlegfőösszege 260,5 milliárd forint volt, az eszközök 70,5%-át az ügyfelekkel szembeni követelések, 21,3%-át pedig a hitelintézetekkel szembeni követelések adták. A bruttó ügyfélhitelek 65,5%-a vállalkozói hitel, 31,3%-a lakossági hitel és 3,3% önkormányzati hitel volt. Az ügyfélbetétek állománya 211,1 milliárd forintot ért el, amelynek közel fele, 49,6%-a lakossági betét volt, 44,7%-át a vállalkozói és 5,7%-át az önkormányzati ügyfelek betétei adták. Az ügyfélbetétek a mérlegfőösszeg 81,0%-át jelentették, a hitel/betét arány 87,0%-ot ért el.
A montenegrói leánybank 2007. során 2,4 milliárd forint adózás előtti, míg 2,3 milliárd forint adózott eredményt realizált. A kiadás/bevétel arány 59,8%-ot ért el 2007-ben, az átlagos eszközarányos megtérülés (ROAA) 1,14%, az átlagos tőkearányos megtérülés 27,4% volt.
A bank 2007 végén 34 bankfiókkal rendelkezett, 74 ATM-et üzemeltetett, ügyfeleinek száma meghaladta a 268 ezret. Az alkalmazottak száma 423 fő volt 2007 végén.
A Crnogorska komercijalna banka AD megszerzésével Montenegró piacvezető bankja az OTP Csoport tagjává vált.
A Crnogorska komercijalna banka AD 100%-os részvénycsomagjának adásvételére vonatkozó szerződés 2006. augusztus 29-i megkötésével az OTP Bank megszerezte Montenegró piacvezető bankját. A bank akkori piaci, valamint a montenegrói gazdaság várható fejlődésére alapozott potenciális üzleti értéket 105 millió eurós vételár tükrözte.